# Emirato di Taranto
L'Emirato di Taranto è il nome dato a un approssimativo insediamento musulmano sorto a partire dall'840 da guerrieri provenienti dalla Sicilia da poco conquistata (827) che sarebbero stati al comando di un certo Saba, non meglio identificato ma ricordato dalla Cronaca veneta di Giovanni Diacono. Quello che fu all'inizio un campo trincerato di guerrieri musulmani provenienti dalla Sicilia, si consolidò nell'846, per resistere come insediamento in mano saracena fino all'880-883.

## Territorio
Per circa un trentennio Taranto fu una ingombrante presenza islamica nel Mezzogiorno italico, al pari dello stato (questo sì un'entità a sé stante con contatti propri con Baghdad, sede del califfato) costituito a Bari da Khalfùn, col quale trattenne strettissimi rapporti e che si costituì a ridosso della fondazione della colonia tarantina. Il sud Italia fu battuto in lungo e in largo per gran parte del IX secolo dalle scorrerie portate da quest'ultima e per di più oggetto di violente contese tra i principi longobardi (di Benevento e Salerno) che se ne contendevano il controllo, ricorrendo alle stesse soldatesche saracene (o agarene come spesso sono identificate nelle fonti cronachistiche coeve), accrescendone direttamente o indirettamente la potenza e la possibilità di ricatto. Le masnade di guerrieri berberi o arabi guidate da astuti avventurieri provenienti dalla Sicilia islamica o dall'Ifriqiya trovavano nel porto di Taranto un sicuro appoggio dal quale prendere terra per compiere opera di rapina nel territorio circostante, dal momento che la presenza continentale saracena non riscosse altri obiettivi al di fuori di quelli dati dalla prospettiva di un facile bottino in una terra lacerata e priva di difese.
Si dice che tale insediamento fosse chiamato un po' pomposamente "Emirato", sulla falsariga di quello istituito pochi anni prima a Bari, ma è almeno dubbio che ciò potesse riguardare una cittadina "ridotta [...] a uno squallido borgo e a un negletto porto bizantino". Differente tuttavia è la visione che dello scalo tarantino dà G. Musca, secondo il quale questo era "già importante centro commerciale per i vasi di terracotta e per i vini, rappresentava una base importante sia per le future comunicazioni marittime che per l'espansione nell'entroterra pugliese"

## Insediamento o Emirato?
Di tale insediamento non si sa pressoché nulla dalle fonti musulmane. Le fonti latine coeve affermano invece che nell'843 un musulmano di nome Apolaffar o Apoiaffar (forse Abū Jaʿfar), che proveniva da Taranto, divenne alleato del longobardo principe di Benevento, Siconolfo, in aspra contesa col longobardo Radelchi I di Benevento (che per parte sua assoldò del pari milizie mercenarie musulmane), prima di rompere però le buone relazioni col suo alleato a causa di uno scherzo subito che lo offese grandemente e di morire difendendo proprio Benevento, tradito dallo stesso Radelchi che lo consegnò a Guido di Spoleto, alleato di Siconolfo.
Non finirono qui le presenze di musulmani tarantini. Nell'851 infatti un non meglio precisato Massar (possibile Abū Maʿshar), forse proveniente dalla colonia tarantina, si alleò con lo stesso Radelchi prima di essere tradito da questi e consegnato a Ludovico, disceso nel sud Italia, venendo giustiziato assieme alla propria famiglia, dopo aver tenuto in scacco Radelchi (avendolo costretto a un condominio di fatto sulla città di Benevento, su cui questi esercitava il principato, seppur tra mille contese) per lungo tempo e aver compiuto scorrerie in lungo e in largo anche nel Lazio.

## Storia
La creazione del possedimento da parte araba si colloca nel contesto delle lotte tra il duca di Benevento Radelchi e il fratello del vecchio duca Sicardo, Siconolfo per il predominio nello Stato. Taranto, che alla fine del VII secolo i Longobardi di Benevento avevano sottratto ai Bizantini, finisce nelle mire di quello che sembra essere un disegno preordinato di conquista da parte degli arabi e dei berberi, intenzionati ad approfittare delle discordie e delle lotte tra i contendenti Longobardi, che giunsero a tale gravità da richiedere l'intervento pacificatore (che si svolse a più riprese, una prima volta nell'846 dopo il l'incursione saracena contro Roma, per conto del padre Lotario, e in un'ennessima e decisiva occasione nell'870) del re d'Italia (in associazione al padre) Ludovico. I Veneziani, per difendere il proprio ruolo di scalo commerciale di Bisanzio (i cui traffici erano stati minacciati da una incursione distruttrice su Brindisi nell'838), intervennero già nella primavera dell'841, probabilmente per conto dei Bizantini, muovendo contro Taranto con una flotta di sessanta navi, ma vennero sconfitti nello Jonio e incalzati fin dentro l'Istria, dove i musulmani misero a sacco l'isola di Cherso, incendiando anche Ancona e tentando una incursione dalle foci del Po. Nel canale d'Otranto distrussero poi altre navi venete provenienti dalla Sicilia. L'anno dopo i saraceni di Taranto si spinsero nuovamente fino al Quarnaro, sconfiggendo una flotta veneziana ivi giunta ad affrontarli.
Queste vittorie rafforzarono la base di Taranto, almeno in questo tempo non uno stato indipendente, né tanto meno un "Emirato", ma un punto di appoggio da cui avviare scorrerie nell'Adriatico e nelle città circostanti, in un primo tempo al servizio del ribelle Siconolfo, principe di Salerno. A Taranto giunsero così non solo saraceni dalla Sicilia, ma anche berberi africani e corsari andalusi esiliati a Creta, attirati dalle prospettive di facili bottini.
Sotto il nuovo capo Apolaffar (o Apoiaffar), che la tenne dall'849 circa, mercenari della colonia tarantina vennero assunti al servizio di Radelchi, pagati e poi congedati. Siconolfo, che non intendeva cedere, fece spogliare la Chiesa della Madonna in Salerno, e inviò i proventi a Apolaffar per assicurarsene i servigi, alleanza poi siglata e messa a frutto, ma rotta da un litigio (citato nell'anonimo Chronicon Salernitanum) tra i due, dovuto a una offesa subita dal saraceno da parte di Siconolfo (che pare lo canzonasse per la sua bassa statura). A quel punto Apolaffar, rotto il patto col salernitano, si accordò nuovamente con Radelchi, invadendo per suo conto le terre salernitane, devastando e uccidendone le popolazioni. Ormai la guerra tra i due rivali longobardi appariva più una gara ad accaparrarsi ricchezze, che una guerra spesa a contendersi il regno del sud Italia. In seguito, scomparso Apolaffar per il tradimento di Radelchi (al quale, sempre secondo l'anonima cronaca, il musulmano riuscì a sputare in volto), Taranto venne ripresa per un breve tempo da Siconolfo, per poi essere riconquistata nell'846 da folte schiere musulmane, stavolta in maniera pressoché definitiva, anche se qualche anno più tardi (851-852) risulta essere stata persa e poi ripresa dai saraceni.
L'ultimo presunto emiro di Taranto, un certo ʿUthmān, avrebbe patteggiato nell'875 o 876 con Adelchi, duca di Benevento, la liberazione di Sawdān, il terribile emiro barese, prigioniero per 4-5 anni a Benevento e che si sarebbe poi rifugiato nuovamente a Taranto, dopo esserne già stato forse a capo prima di ʿUthmān.
La fine della presenza islamica nella città pugliese avvenne 40 anni più tardi, vale a dire nell'880, ad opera delle forze bizantine e del comandante Leone Apostippo. Sotto la guida energica di Basilio I il Macedone, tra l'876 e l'880 fu messa in piedi una ingente flotta comandata dal siriano Nasar e predisposti due eserciti guidati da Procopio e Leone Apostippo. Il primo risultato ottenuto da questi fu l'occupazione di Taranto nell'880, e la riduzione in schiavitù della sua popolazione arabo-berbera, mentre l'abitato veniva occupato da una guarnigione greca.